# Elisabeth Behr-Sigel
Elisabeth Behr-Sigel (ur. 21 lipca 1907 w Schiltigheim, zm. 26 listopada 2005 w Epinay-sur-Seine) – francuska uczona, teolog prawosławia.

## Życiorys
Pochodziła z rodziny ewangelickiej, jako jedna z pierwszych kobiet we Francji ukończyła studia teologiczne na Uniwersytecie w Strasburgu. Przez krótki czas pracowała jako pastor kalwiński na prowincji.
W czasie studiów teologicznych zetknęła się z wieloma przedstawicielami emigracji rosyjskiej, przez których zapoznała się z religią prawosławną (m.in. metropolitą Eulogiuszem i późniejszą świętą Marią (Skobcową)); pod ich wpływem przyjęła prawosławie. Wykładała teologię w Instytucie Teologicznym św. Sergiusza w Paryżu, była konsultantem teologicznym hierarchów prawosławnych we Francji. Wykłady prowadziła także w Instytucie Katolickim w Paryżu.
Była znana głównie z publikacji na temat roli kobiet w Kościele prawosławnym. W 1976 wygłosiła programową mowę na pierwszym międzynarodowym zgromadzeniu kobiet prawosławnych w monasterze Agapia (Rumunia). Opublikowała m.in. książki: Odkrywanie znaków czasu (2002), Posługa kobiet w Kościele (1987), Miejsce serca (1989), Święcenia kobiet w Kościele (1998, z biskupem Kallistosem Ware).